# Большая синагога (Стокгольм)
Большая синагога Стокгольма (швед: Stockholms stora synagoga, ивр: בית הכנסת הגדול של שטוקהולם) — главная синагога иудейской общины столицы Швеции. Исторически, синагога также являлась и центром иудейских общин всей страны. Синагога расположена на улице Варендорфсгатан, недалеко от парка Кунгстрэдгорден.
Вместимость синагоги составляет 900 человек.
С 2015 года раввином синагоги является Уте Штойер, первая женщина-раввин в Швеции.

## История
Синагога была построена в 1867—1870 годах известным шведским архитектором Фредриком Вильгельмом Шоландером по его проекту 1862 года. Как и во многих других городах Европы (например, Новая синагога Берлина или Большая синагога Будапешта), здание синагоги Стокгольма вдохновлено восточной архитектурой. Когда она открылась в 1870 году (в том же году, когда еврейским гражданам Швеции были предоставлены равные права конституционным решением), она заменила действующие синагоги столицы.
Сегодня в подвале синагоги находится библиотека еврейской общины города. Её многоязычная коллекция состоит из книг на шведском, немецком, английском, французском, иврите и других языках. Она включает в себя библиотеку раввина Маркуса Эренпрейса (1869—1951), который был главным раввином Швеции с 1914 по 1951 год. В библиотеке также проводятся выставки, такие как выставка дневника Фридриха Кельнера о Второй мировой войне в 2007 году.
В 1998 году перед синагогой в присутствии короля Швеции Карл XVI Густава был открыт мемориал жертвам Холокоста. На мемориале записано более 8000 имен жертв, являвшихся родственниками шведских евреев.
Рядом с синагогой находится бронзовая статуя Вилли Гордона «Полет с Торой», на которой изображен еврей, бегущий со свитками Моисеева закона.